# Борнејска мачка
Борнејска мачка (Pardofelis badia) је врста сисара из реда звери (Carnivora) и породице мачака (Felidae). 

## Распрострањење
Ареал борнејске мачке је ограничен на мањи број држава. Врста је присутна у Индонезији, Брунеју и Малезији.

## Станиште
Станишта борнејске мачке су шуме и мочварна подручја. Врста је присутна на подручју острва Борнео у Индонезији. 

## Угроженост
Борнејска мачка се сматра угроженом.